# Malmö garnison
Malmö garnison var en garnison inom svenska Försvarsmakten som verkade i olika former åren 1897–2010. Garnisonen bestod av flera olika kasernetablissement på olika platser i Malmö.

## Historik
Även om Malmö utgör Sveriges tredje största stad, så har den aldrig utgjort någon betydande garnisonsstad. Verksamheten som präglat garnisonen är den marina verksamhet som bedrivit i form av övervakning av fartygsrörelserna i Öresund. Byggnaden Kronprinsen på Regementsgatan är namngiven från det kavalleriregemente som låg i staden i början av 1900-talet. Den enda militära verksamheten som finns i staden är frivillig verksamhet, bland annat i form av Hemvärnet med Malmöhusbataljonen.

## Bulltofta
När Skånska flygflottiljen bildades den 1 oktober 1940 förlades verksamheten provisoriskt vid Bulltofta flygplats. Vid Bulltofta uppfördes tre hangarer vid den norra sidan av flygfältet. Som flygverkstad hyrde Flygvapnet en hangar av AB Aerotransport. Bulltofta sågs dock hela tiden som en provisoriskt flygplats för flottiljen. I den fortsatta planeringen av flottiljens slutliga placering studerades Ödåkra som ett lämpligt alternativ till att förlägga flottiljen. Dock så låg det inom artilleriräckvidd från Danmark. Istället så valdes Barkåkra strax norr om Ängelholm till att förlägga flottilj permanent. År 1942 beslutade riksdagen att flottiljen skulle förläggas till Ängelholm. Den 1 oktober 1945, det vill säga fyra år efter flottiljens officiella födelsedatum, omlokaliserades flottiljen från Malmö till det som blev Ängelholm flygplats.

## Hjälmarekajen
Den 1 oktober 1956 flyttades stab för Malmö marina bevakningsområde till Thestrupska huset vid Hjälmarekajen där den samlokaliserades med staben för Malmö försvarsområde (Fo 11). Den 4 november 1968 flyttades de båda staberna till Stora Nygatan 29.

## Husie

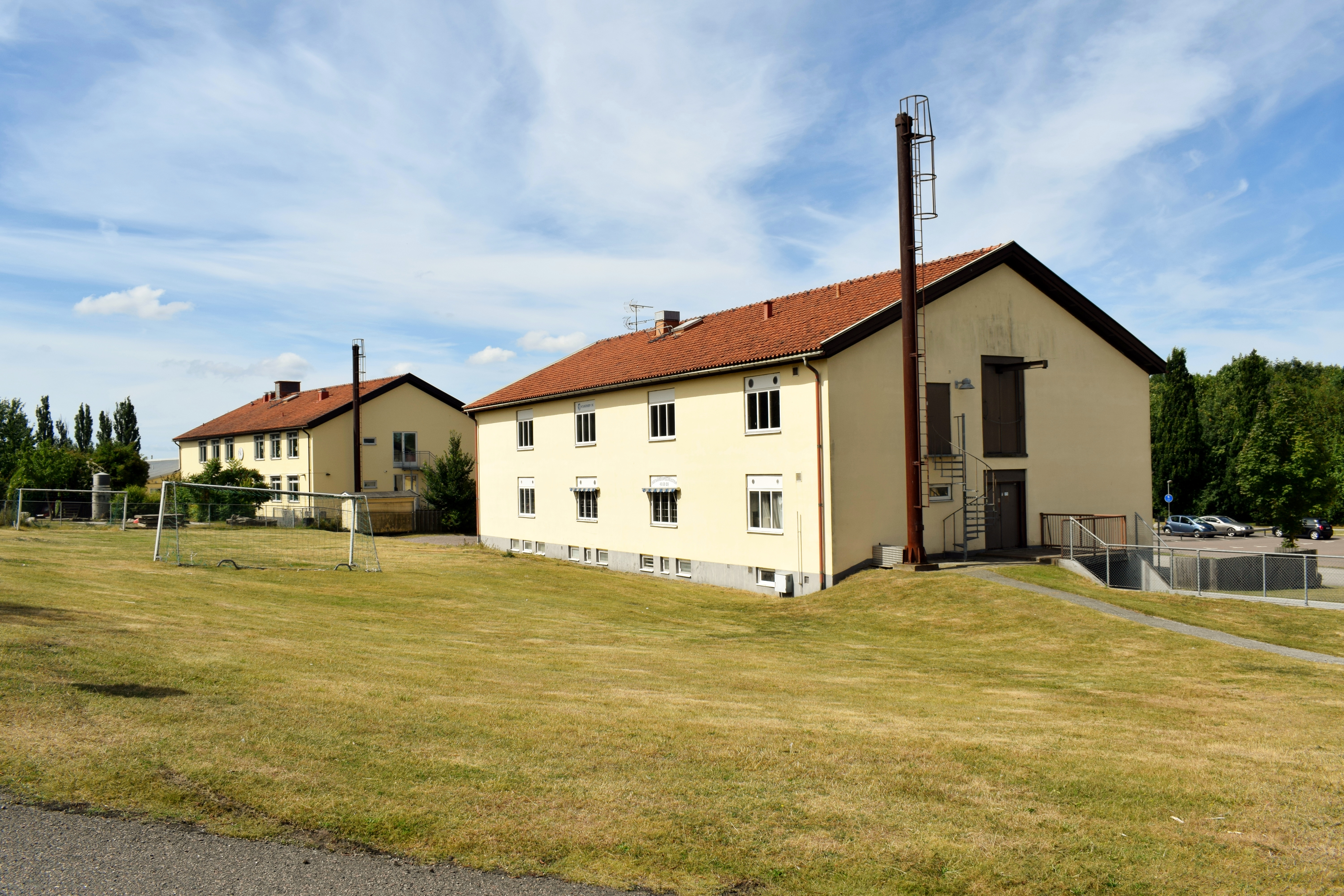
Kompanikaserner vid kasernetablissementet i Husie.

I samband med att Östgöta luftvärnsregemente satte upp ett detachement i Malmö den 1 oktober 1941, förlades det till tidigare Gamla Borgarskolan på Repslagaregatan. Efter att detachementet avskilts och bildade Skånska luftvärnskåren, kom det att förläggas till Husie den 1 oktober 1943. År 1963 uppförde där en ny kasern samt 1964 en ny robothall. Från den 1 juli 1982 omlokaliserades luftvärnskåren till Ystad, där man övertog kasernområdet från Södra skånska regementet (P 7). Delar av staben för Malmö försvarsområde kvarstod i Malmö även efter 1976. I samband med att luftvärnet flyttade till Ystad, övertogs kasernetablissementet i Husie av Malmö försvarsområde den 1 juli 1982. Där frivillig försvaret tillsammans med Hemvärnet nyttjade området. Sedan 2013 har Malmöhusbataljonen ur Skånska gruppen sin stab i Husie.

## Regementsgatan
År 1897 förlades hela regementet till nybyggda kaserner på Regementsgatan 22 i Malmö. Kasernerna i Malmö uppfördes efter 1892 års härordnings byggnadsprogram och ritades av Erik Josephson. Efter att regementet avvecklades den 31 december 1927, kvarstod en avvecklingsorganisation fram till den 31 mars 1928. Efter att armén lämnat kasernområdet kom kasernområdet att användas av olika civila verksamheter, bland annat fanns länge den populära dansrestaurangen Arena i den före detta officersmässen, vilken dock brann ned till grunden i augusti 1958.
I slutet av 1950-talet köpte byggmästaren Hugo Åberg kasernetablissement av Malmöhus Läns hushållningssällskap för att år 1960 riva hela rasket. Bakgrunden till att hela kasernetablissement revs var att Hugo Åberg ville anlägga det som senare blev höghuset Kronprinsen. Projektet stöddes av politikerna i Malmö, men blev kritiserat i tidningspressen och det var först sedan regeringen givit sitt godkännande 1962, som han kunde börja bygga höghuset och som stod färdigt 1964.

## Stora Nygatan
Den 1 januari 1938 omlokaliserades staben för Öresunds marindistrikt från Karlskrona till Stora Nygatan 29 i Malmö. Den 1 oktober 1956 flyttades samma stab till Thestrupska huset vid Hjälmarekajen där den samlokaliserades med staben för Malmö försvarsområde (Fo 11). Den 4 november 1968 flyttades de båda staberna till Stora Nygatan 29. År 1976 lämnade staben för Malmö försvarsområde flyttades till Ystad och staben för Malmö marina bevakningsområde samlokaliserades Kustbevakningen och Sjöfartsverket i Öresundshuset i Malmö hamn. Delar av försvarsområdesstaben kvarstod dock vid Stora Nygatan fram till den 1 september 1982, då den flyttades till kasernetablissementet i Husie.

## Terminalgatan
År 1995 förlades Öresunds marindistrikt till Hamnenshus på Terminalgatan 18 i Malmö frihamn. Det efter att både Kustbevakningen och Sjöfartsverket omorganiserades respektive organisation, vilket ledde till att inte kunde leva upp till rationell och billig drift av Öresundshuset i Malmö hamn. Sommaren 2000 avvecklades Öresunds marindistrikt och i dess ställe organiserades Sjöstridskompani Malmö (SSK) som en del av Marinbasen. Sjöstridskompaniet övertog rollen med att övervaka fartygsrörelserna i Öresund. År 2000 tillkom även Ledningsgrupp Malmö (LMO) som var en del av Södra militärdistriktet. I december 2005 avvecklades Södra militärdistriktet samt Ledningsgrupp Malmö. Den 26 mars 2010 hölls en avslutningsceremoni vid Hamnenshus i samband med avvecklingen av Sjöinformationskompani Malmö. Verksamheten upphörde formellt den 31 mars 2010, vilket avslutade en 82-årig epok med marin närvaro i Malmö. Sjöinformationskompaniet blev även det sista förbandet med stab i Malmö. År 2012 övertogs lokalerna av Bredband2, vilka byggde om det till ett datacenter kallat Marinen Datacenter, vilket invigdes 2013. Namnet Marinen Datacenter tog företaget som ett arv från den tidigare militära verksamheten.

## Öresundshuset

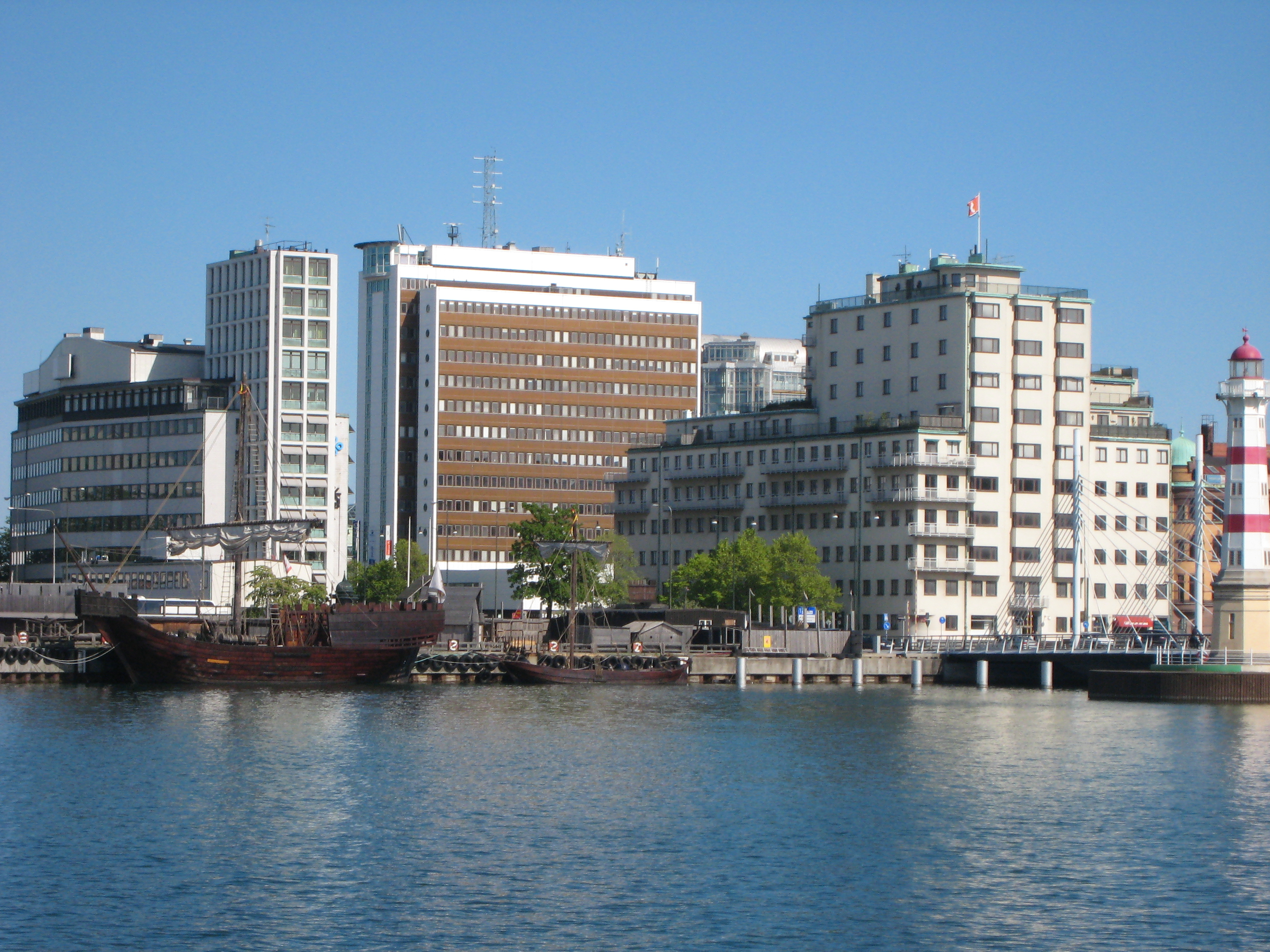
Öresundshuset i brunt, bakom Kolgahuset.

Öresundshuset är en kontorsbyggnad i Inre Hamnen som färdigställdes 1973. År 1976 flyttades staben för Malmö marina bevakningsområde till Öresundshuset, där den bland annat samlokaliserades Kustbevakningen och Sjöfartsverket i Öresundshuset i Malmö hamn. År 1995 lämnades adressen, då staben Öresunds marindistrikt till Hamnenshus på Terminalgatan 18 i Malmö frihamn. Det efter att både Kustbevakningen och Sjöfartsverket omorganiserade respektive organisation, vilket ledde till att Försvarsmakten inte kunde leva upp till rationell och billig drift av sin del i Öresundshuset.